# 资金
资金，俗稱頭寸，是指可供使用運用的金钱，常用于公司或组织上，資金的充裕與否，常是一個企業經營成功的關鍵之一，尤以新成立的公司為然，除了公司擁有者於公司成立初期所交予的金錢之外，現代的企業大多以吸引其他人投資的方式來吸收資金，亦有以借貸或變賣資產的方式籌措資金的。

## 註解
1. ↑  頭寸，銀元的黑話，今指資金